# Ascia nerissa
Ascia nerissa är en fjärilsart som först beskrevs av Jean Baptiste Godart 1819.  Ascia nerissa ingår i släktet Ascia och familjen vitfjärilar. Inga underarter finns listade i Catalogue of Life.